# Cataia
La cataia è una bevanda molto popolare nella costa settentrionale dello stato del Paraná, nella Valle del Ribeira e sul litorale meridionale dello stato di San Paolo. Si prepara con la foglie di un albero conosciuto localmente lo stesso nome, mescolate con la cachaça.

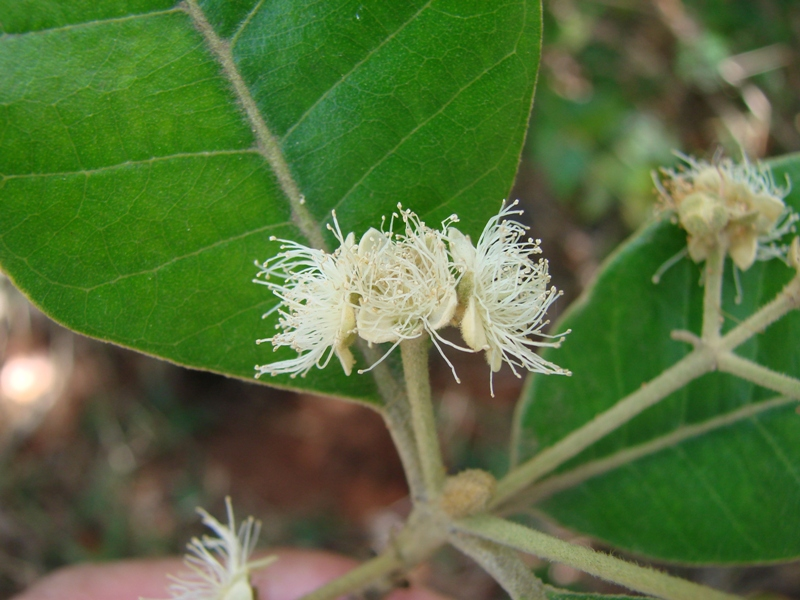
Fiore di Pimenta pseudocaryophyllus, usata per la produzione della cataia

Fermo restando che il nome vernacolare (cataia) è condiviso da varie specie vegetali, il nome sistematico è oggetto di informazioni a volte contrastanti. L'attribuzione corretta è quella che l'associa alla Pimenta pseudocaryophyllus - Myrtaceae ma altri l'associano alla Drimys brasiliensis Miers - Winteraceae, una specie che si presenta per molti aspetti simile alla precedente. Uno studio comparativo è stato fatto proprio allo scopo di chiarire l'eventuale apporto della Drimys, invece o in addizione alla Pimenta, nella preparazione della bevanda.
In considerazione del fatto che si tratta di una pianta autoctona e quindi il suo sfruttamento è potenzialmente una fonte di diversificazione sostenibile del reddito delle popolazioni agricole, la produzione e distribuzione delle piantine è incoraggiata anche se la zona interessata è all'interno del parco nazionale di Superaguì.

## Storia
Il nome cataia deriva dal tupi e significa foglia che brucia. La bevanda è preparata con le foglie, che sono infuse nella cachaça riducendone molto l'acidità e dando come risultato una bevanda di sapore gradevole. Generalmente è consumata pura o accompagnata con il miele, che ne rinforza il sapore.
Secondo le leggende locali, la bevanda è stata inventata nella comunità della Barra do Ararapira, sul litorale nord paranaense nel 1985, quando Rubens Muniz provò a mescolare le foglie di cataia, originalmente utilizzate come tisana o erba anestetica, con la cachaça. A partire da quel momento, la fama della bevanda si diffuse rapidamente nei dintorni, diventando un consumo abituale dei pescatori nei giorni di freddo e poi dei turisti, soprattutto quelli che venivano da San Paolo o Curitiba e hanno poi contribuito a diffondere la bevanda in ambienti più vasti. Adesso, la bevanda è nota anche come "whisky caiçara" o "whisky della spiaggia".
A seconda della tecnica di preparazione usata,  il tenore alcolico varia tra il 20% e il 40%.